# Mezőkók
Mezőkók románul: Pădureni, falu Romániában, Erdélyben, Kolozs megyében.

## Fekvése
Tordától keletre fekvő település.

## Története
Mezőkók, Kók nevét 1406-ban p. Kok, Kook néven említette először oklevél.
1518-bn Kók Gernyeszeg tartozéka, majd a Farnasi ~ Farnasi Veres, Tetrehi Peres, Kecseti, Somkeréki Erdélyi, Szilvási, Gerendi családok birtoka volt.
Későbbi névváltozatai: 1733-ban Koch, 1750-ben Kok, 1760–1762 között Mező-Kok, 1808-ban Kók, 1861-ben Kóók, 1888-ban Mező-Kók, (Mező-Koók), 1913-ban Mezőkók.
A trianoni békeszerződés előtt Torda-Aranyos vármegye Tordai járásához tartozott.
1910-ben 953 lakosából 45 magyar, 907 román volt. Ebből 9 római katolikus, 900 görögkatolikus, 36 református volt.

## Galéria

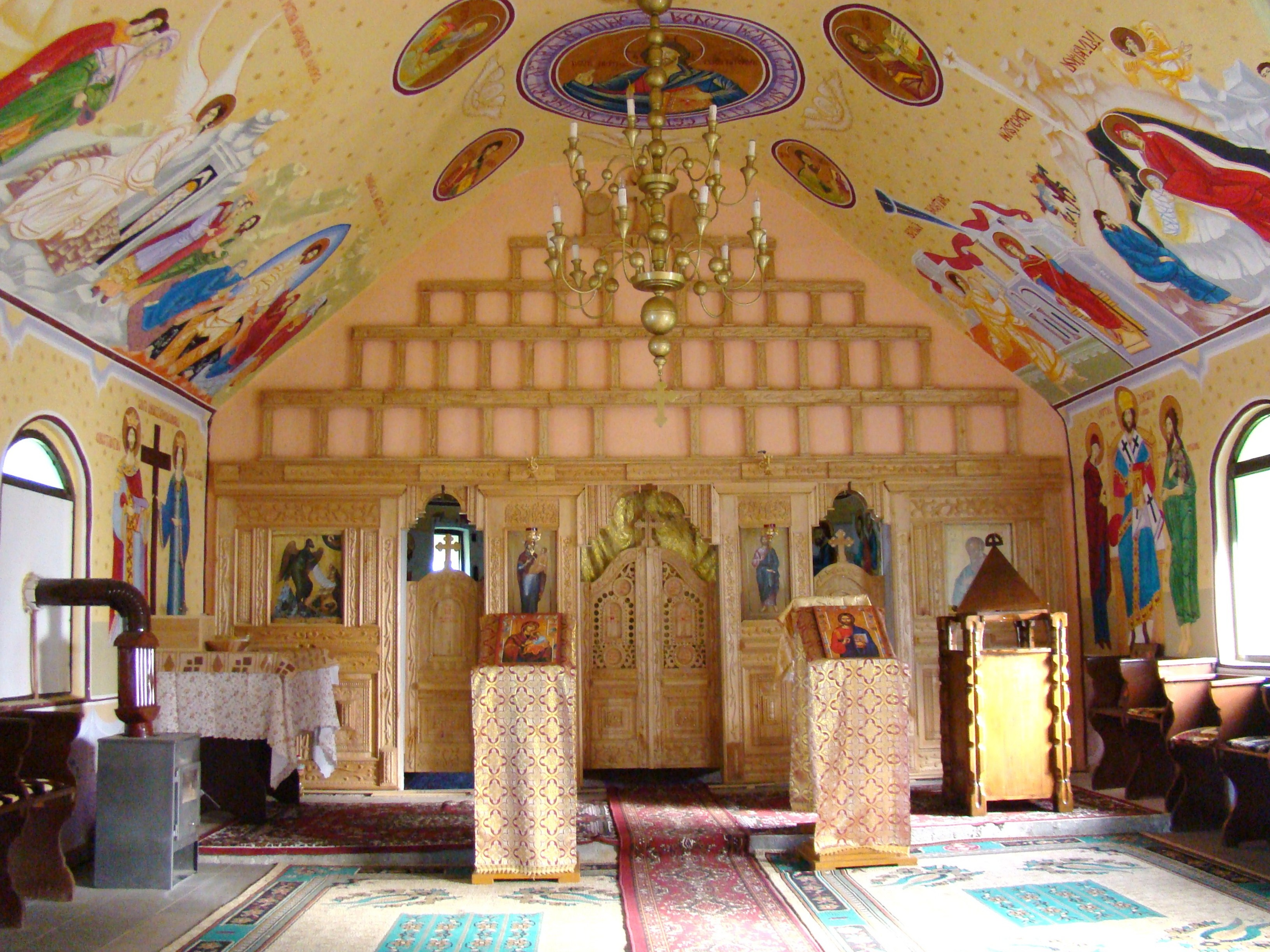
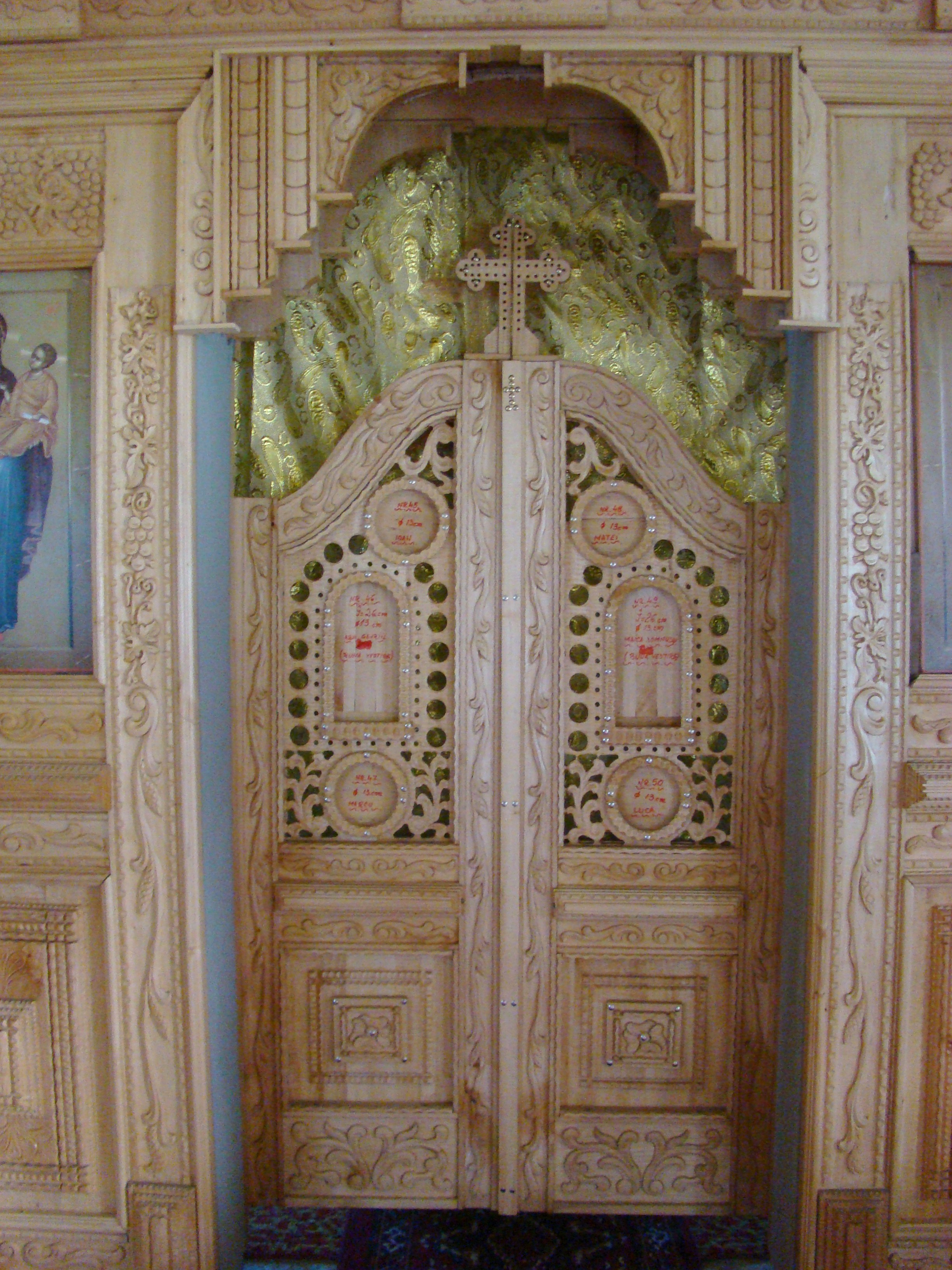
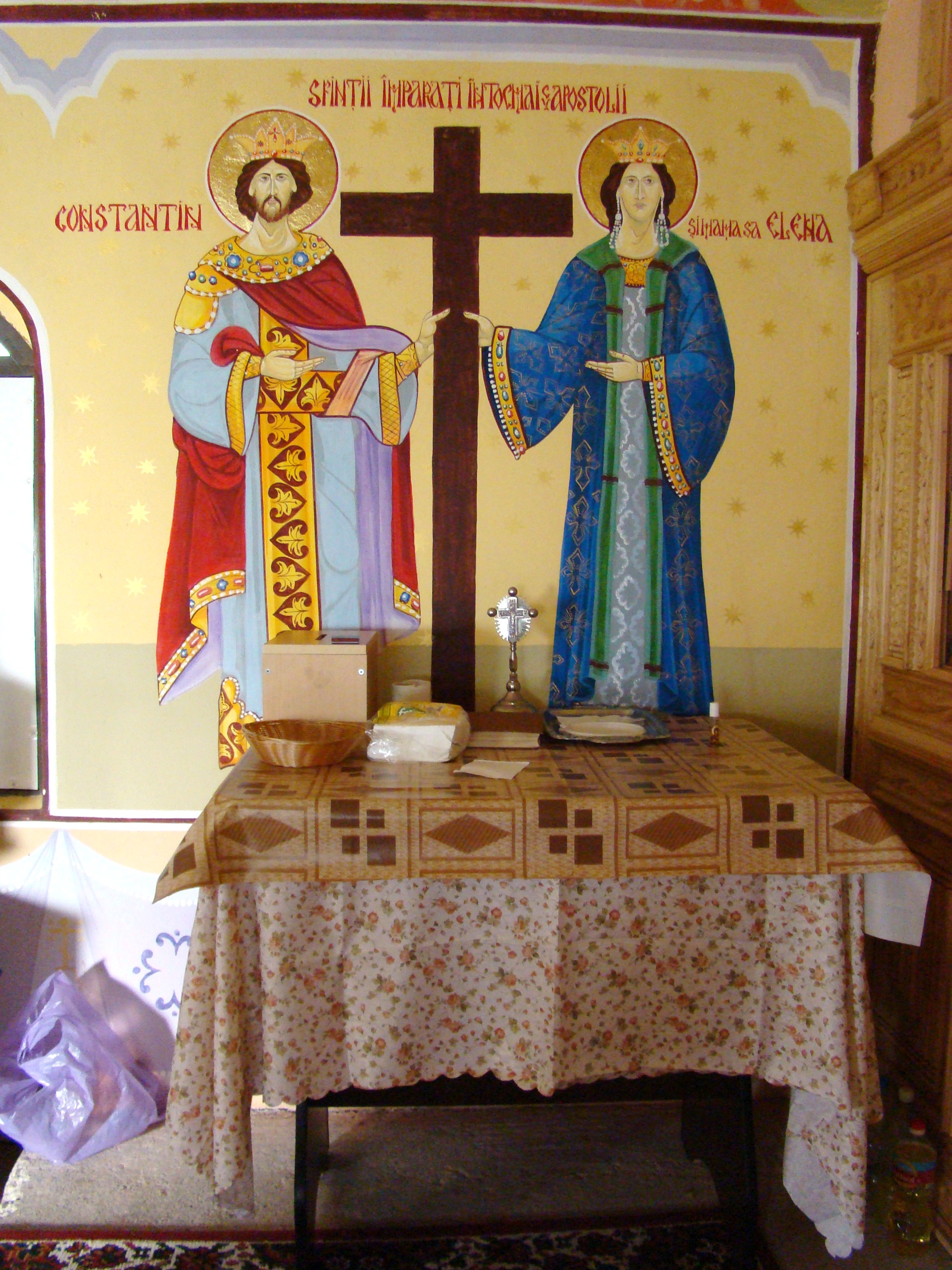
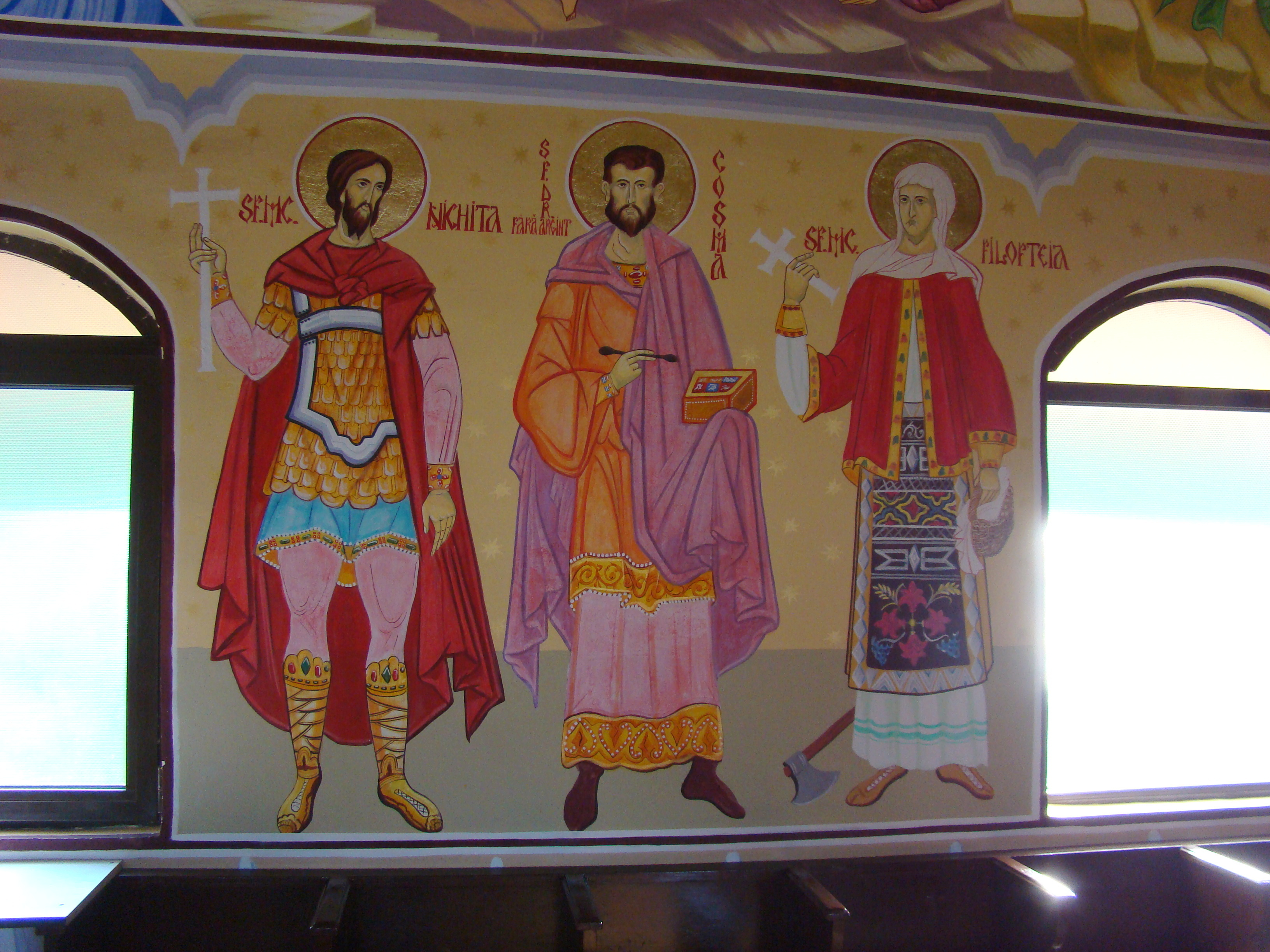
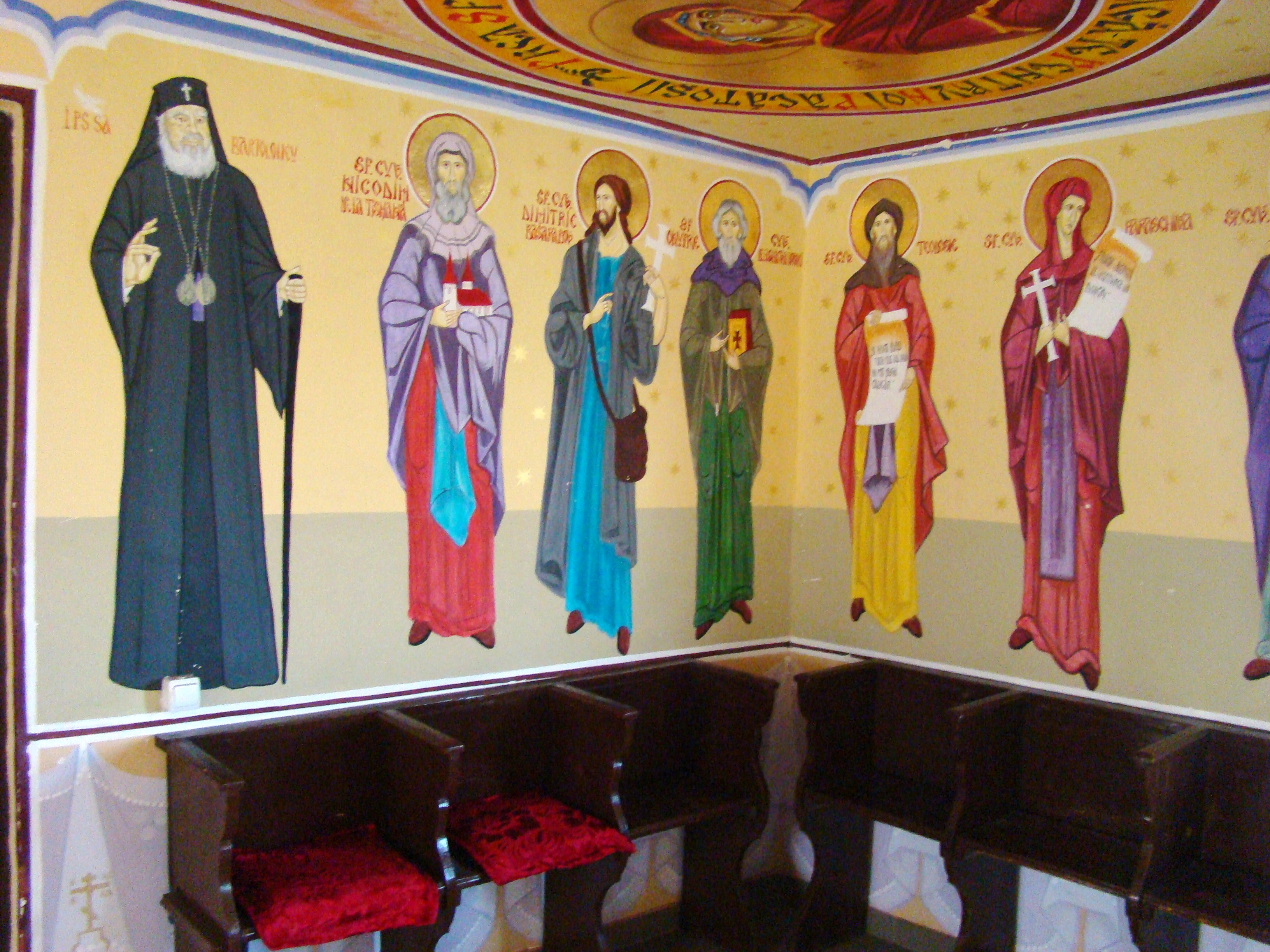
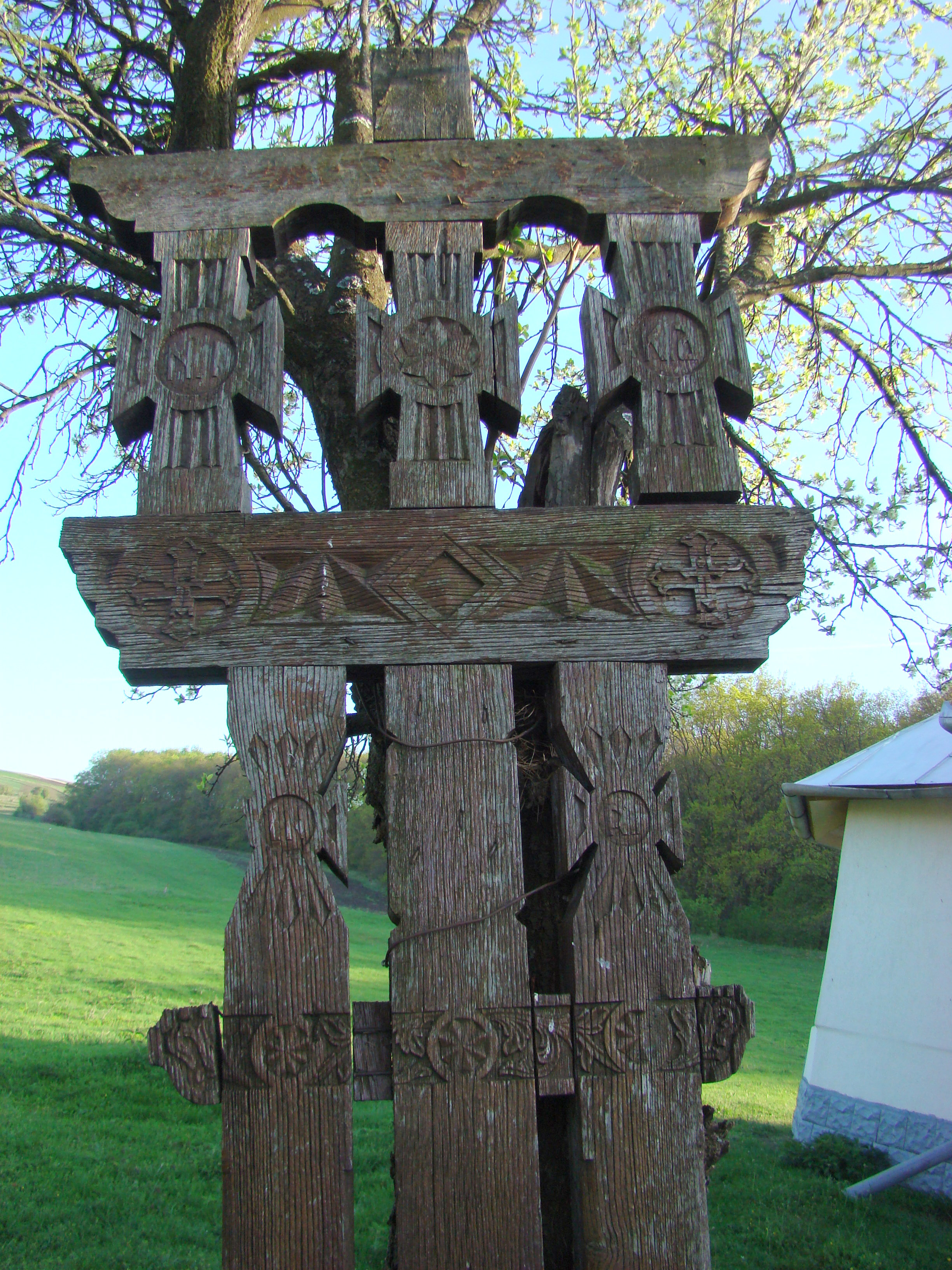
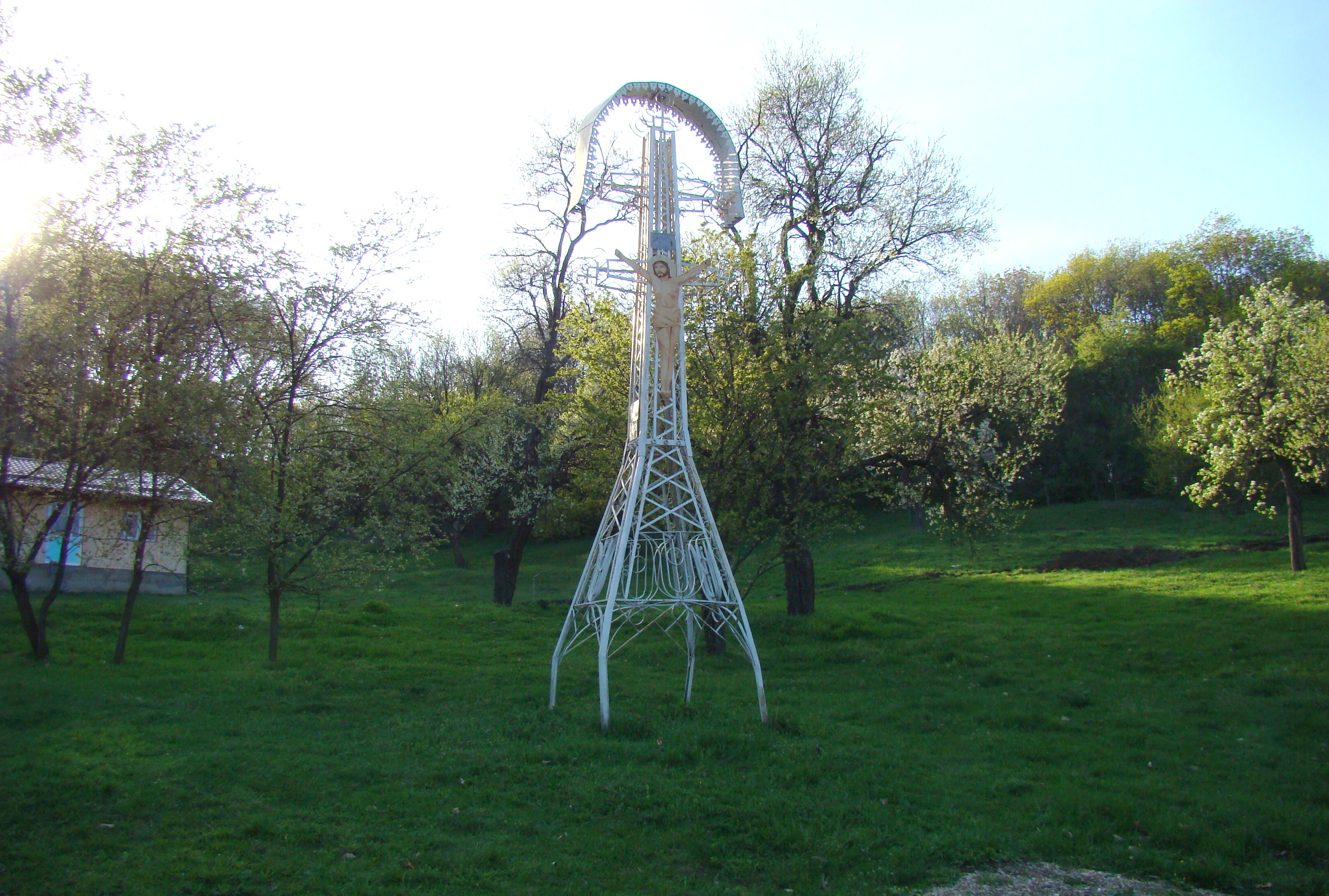
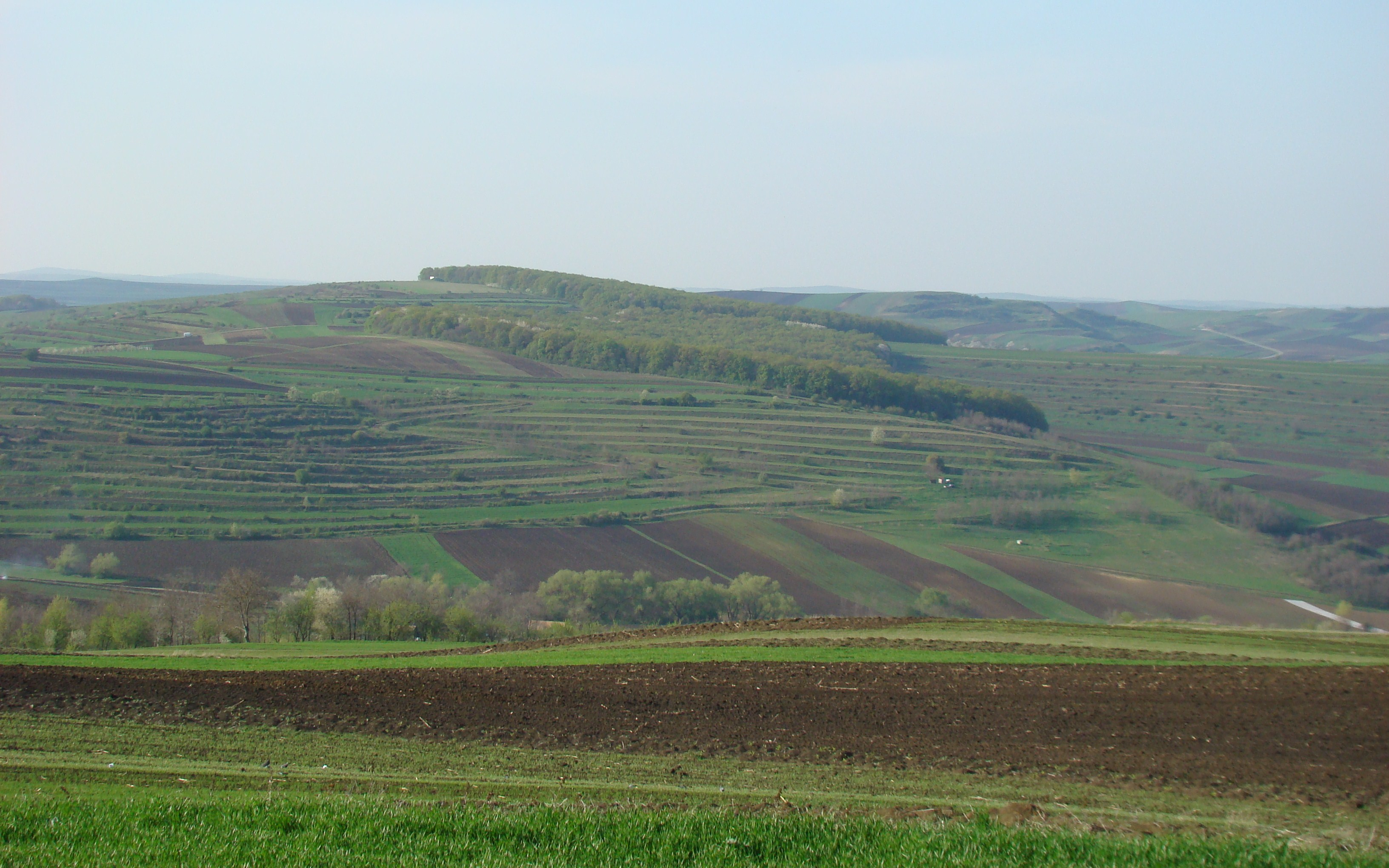